# Ottelia fischeri
Ottelia fischeri är en dybladsväxtart som först beskrevs av Robert Louis August Maximilian Gürke, och fick sitt nu gällande namn av James Edgar Dandy. Ottelia fischeri ingår i släktet Ottelia och familjen dybladsväxter. IUCN kategoriserar arten globalt som livskraftig. Inga underarter finns listade.